# Spolia

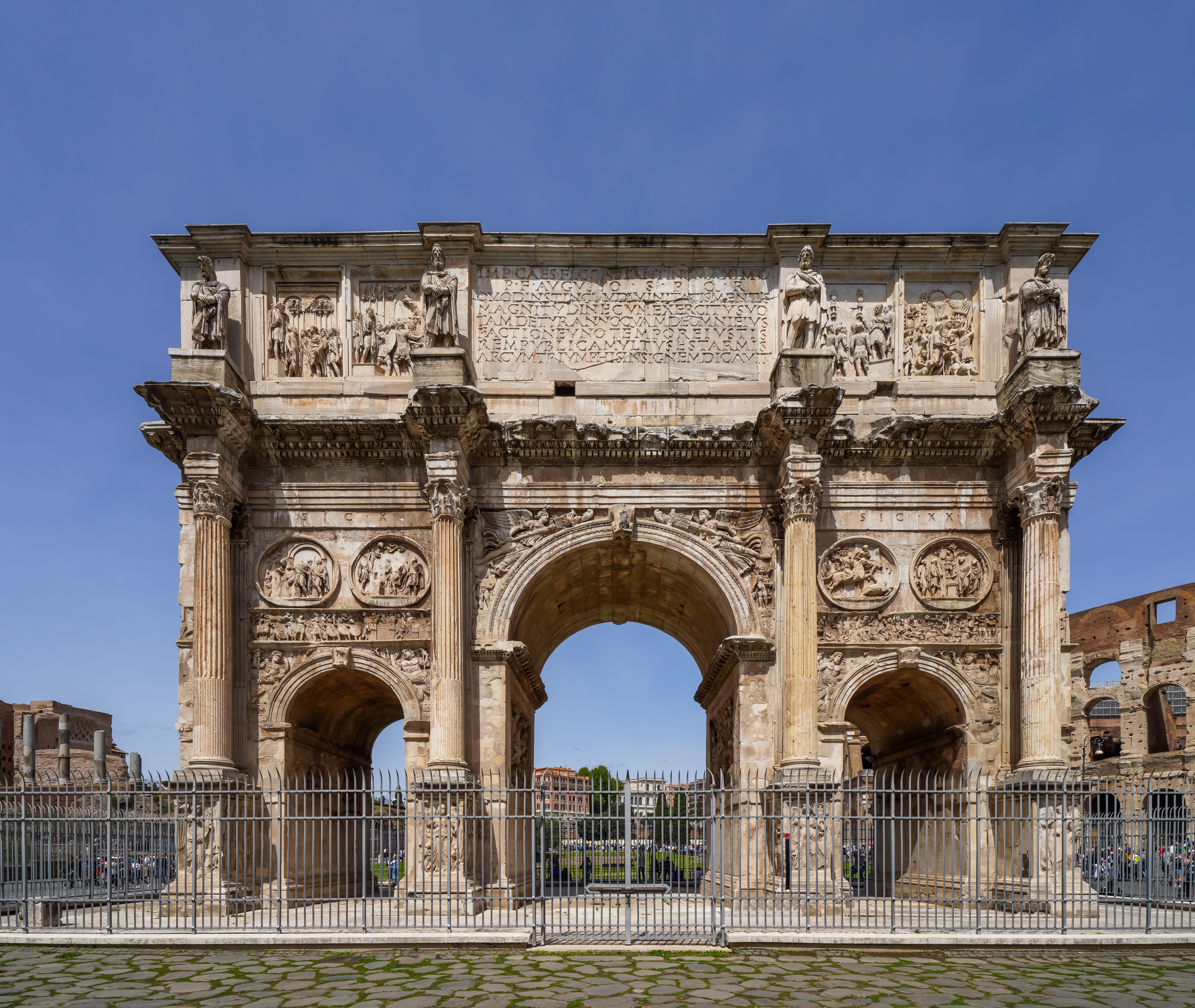
Boog van Constantijn, Rome

Spolia uit verschillende perioden op de Boog van Constantijn

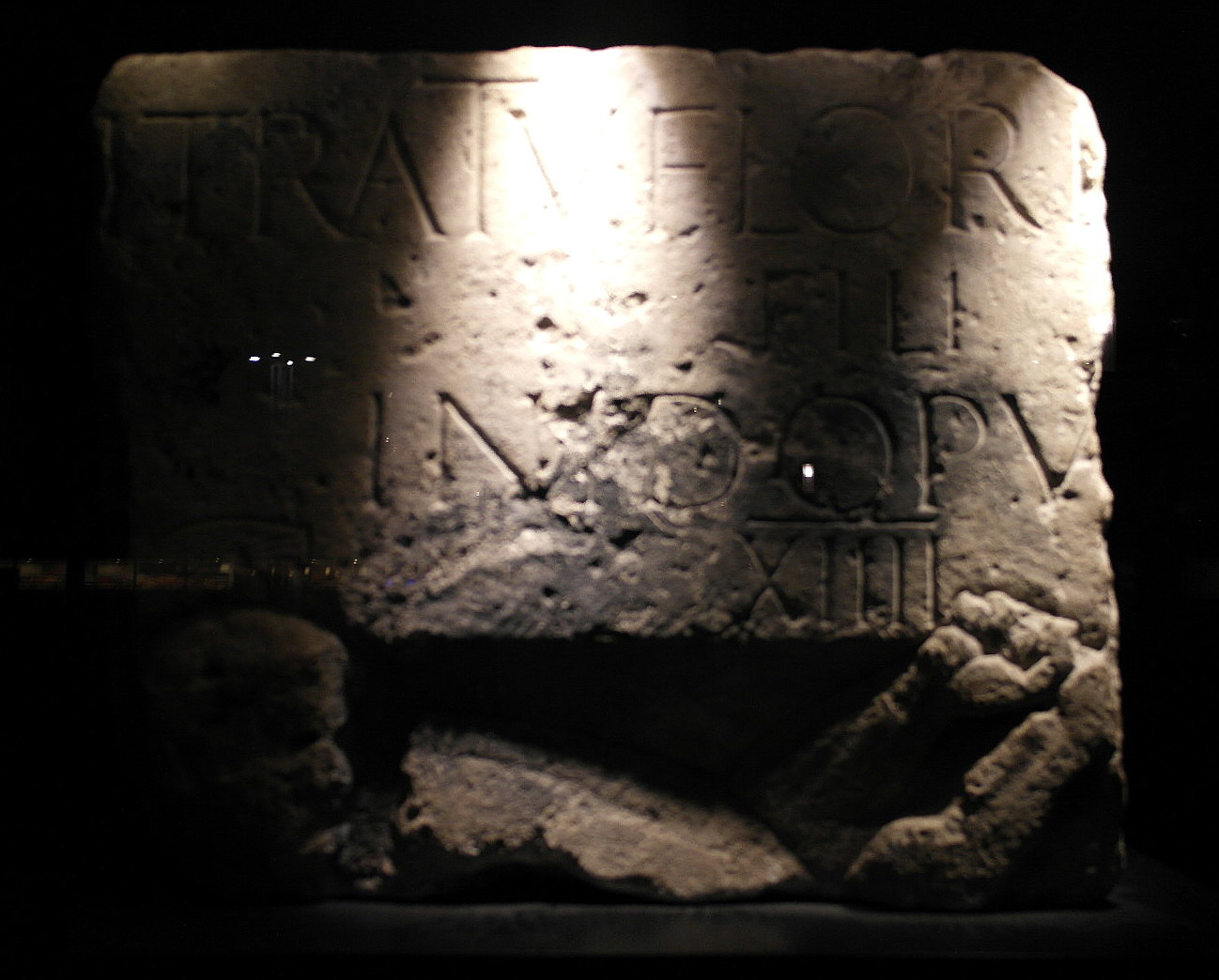
Fragment van grafmonument, hergebruikt bij de Romeinse brug van Maastricht

Spolia (Latijn spolium: "buit, roof, van de vijand afgenomen") zijn bouwmaterialen afkomstig uit een oudere cultuur die worden hergebruikt. Het gebruik van spolia wordt spoliatie genoemd. Vooral in de late oudheid en de vroege middeleeuwen werd spoliatie veel toegepast, maar het gebruik vond ook plaats in andere perioden.

## Voorbeelden van spolia
In de late Romeinse tijd kwamen spolia vaak voor. Een voorbeeld hiervan is de Boog van Constantijn uit 315, waarin bouwmaterialen uit eerdere perioden zijn verwerkt.
In de vroegchristelijke bouwkunst zijn ook vele voorbeelden van spolia te vinden. Voorbeelden zijn de Sint-Laurensbasiliek in Milaan, de Oude Sint-Pietersbasiliek in Rome en in Jerash in het huidige Jordanië. Een voorbeeld uit de vroege middeleeuwen is de door Karel de Grote gebouwde Paltskapel in Aken, waar Romeinse zuilen afkomstig uit onder andere Ravenna zijn gebruikt.
Ook voor de vroege bouwwerken van de islamitische architectuur werden spolia gebruikt. Een voorbeeld hiervan is de Omajjadenmoskee in Damascus. De gebruikte zuilen komen oorspronkelijk uit een Romeinse tempel, die later een christelijke kerk werd. De moslims verbouwden deze kerk weer tot een moskee.
Een ander voorbeeld zijn fragmenten van de megalithische steencirkel van Avebury die werden verwerkt in gebouwen in Avebury.

### Spolia in Nederland en België
In Maastricht zijn verreweg de meeste spolia in Nederland te vinden. Bij duikcampagnes in de Maas in 1963-65 en 1993 werden enkele honderden bewerkte stenen boven water gehaald, fragmenten van kapotgeslagen Romeinse grafmonumenten of heiligdommen, die in de laat-Romeinse tijd gebruikt zijn om de pijlers van de Romeinse brug van Maastricht te verstevigen. Ook bij de bouw van het castellum van Maastricht werd in 333 gebruik gemaakt van spolia. Het fort werd in de 9e of 10e eeuw afgebroken, waarbij een deel van de stenen opnieuw werd gebruikt bij de bouw van de Onze-Lieve-Vrouwekerk. Bij de bouw van de Sint-Servaaskerk, eveneens in Maastricht, werd gebruik gemaakt van grafstenen afkomstig van de uitgestrekte laat-Romeinse en vroegmiddeleeuwse begraafplaats op het Vrijthof. Daaronder bevinden zich ook vier vroegchristelijke grafstenen uit de 5e en 6e eeuw. Eén steen zit nog steeds ingemetseld in het westwerk; de andere worden bewaard in de oostcrypte van de kerk. De traditie werd voortgezet in de 17e eeuw, toen voor de fundering van het stadhuis van Maastricht stenen van de afgebroken Gevangenpoort werden benut. 
Andere voorbeelden van spolia in Nederland zijn de Romeinse mijlpalen van Eygelshoven, die in het kleine kerkje van Eygelshoven waren ingemetseld, en de Romeinse gevelstenen uit Matilo, die werden hergebruikt in Kasteel Duivenvoorde. In de Barbarossa-ruïne uit de twaalfde eeuw in Nijmegen zijn Romeinse zuilen verwerkt die van Karolingische kapitelen zijn voorzien.
Een voorbeeld uit België is de Steenboskapel in Voeren, die fragmenten van een Romeinse villa bevat.

## Galerij

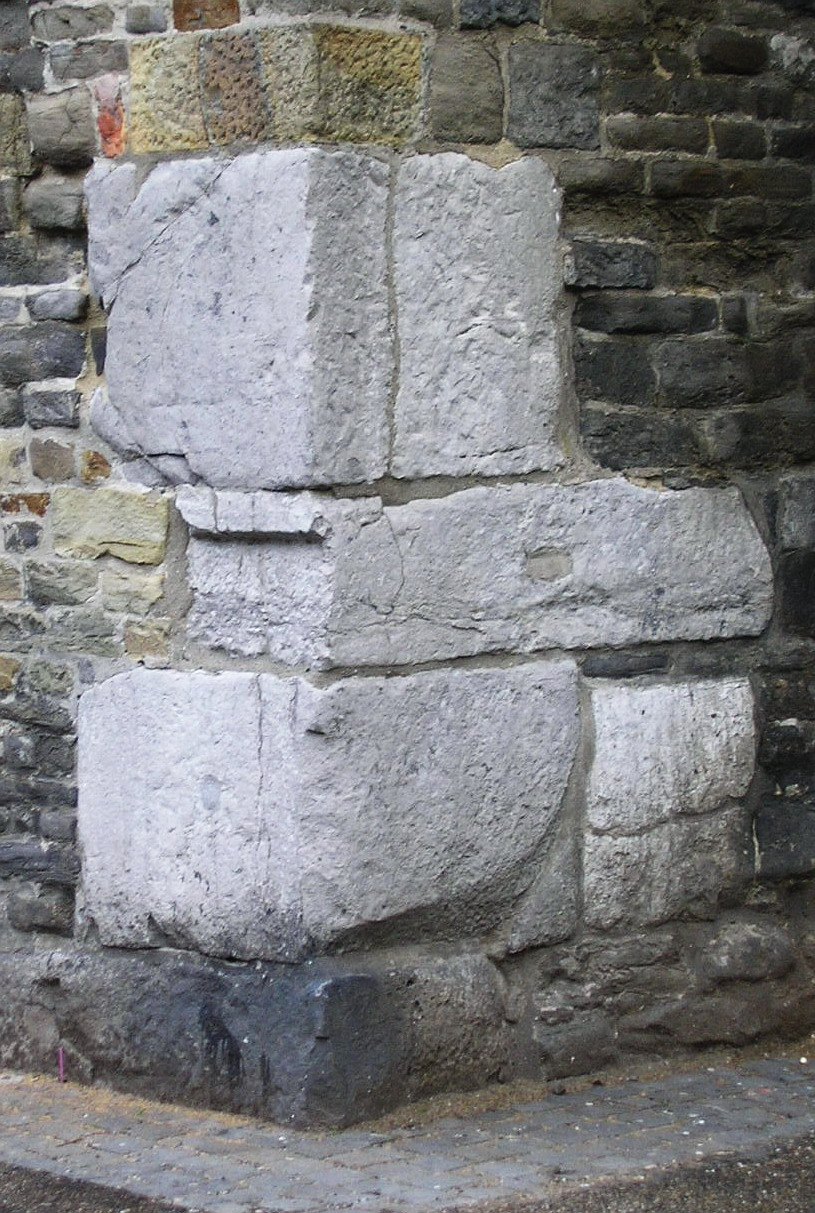
Romeinse spolia in het westwerk van de Onze-Lieve-Vrouwebasiliek in Maastricht
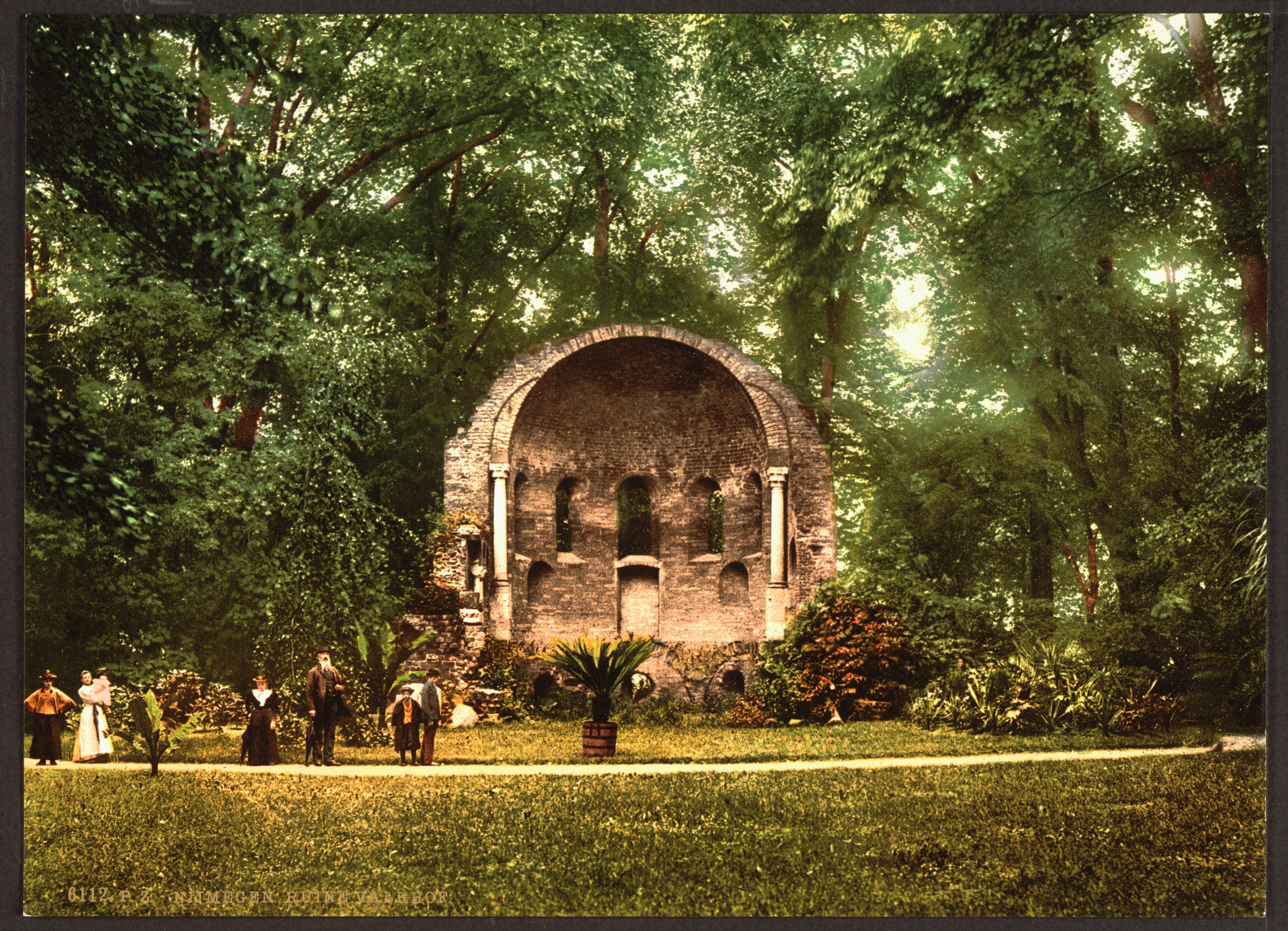
De Barbarossa-ruïne op de Valkhof in Nijmegen uit 1155 met romeinse zuilen met Karolingische kapitelen
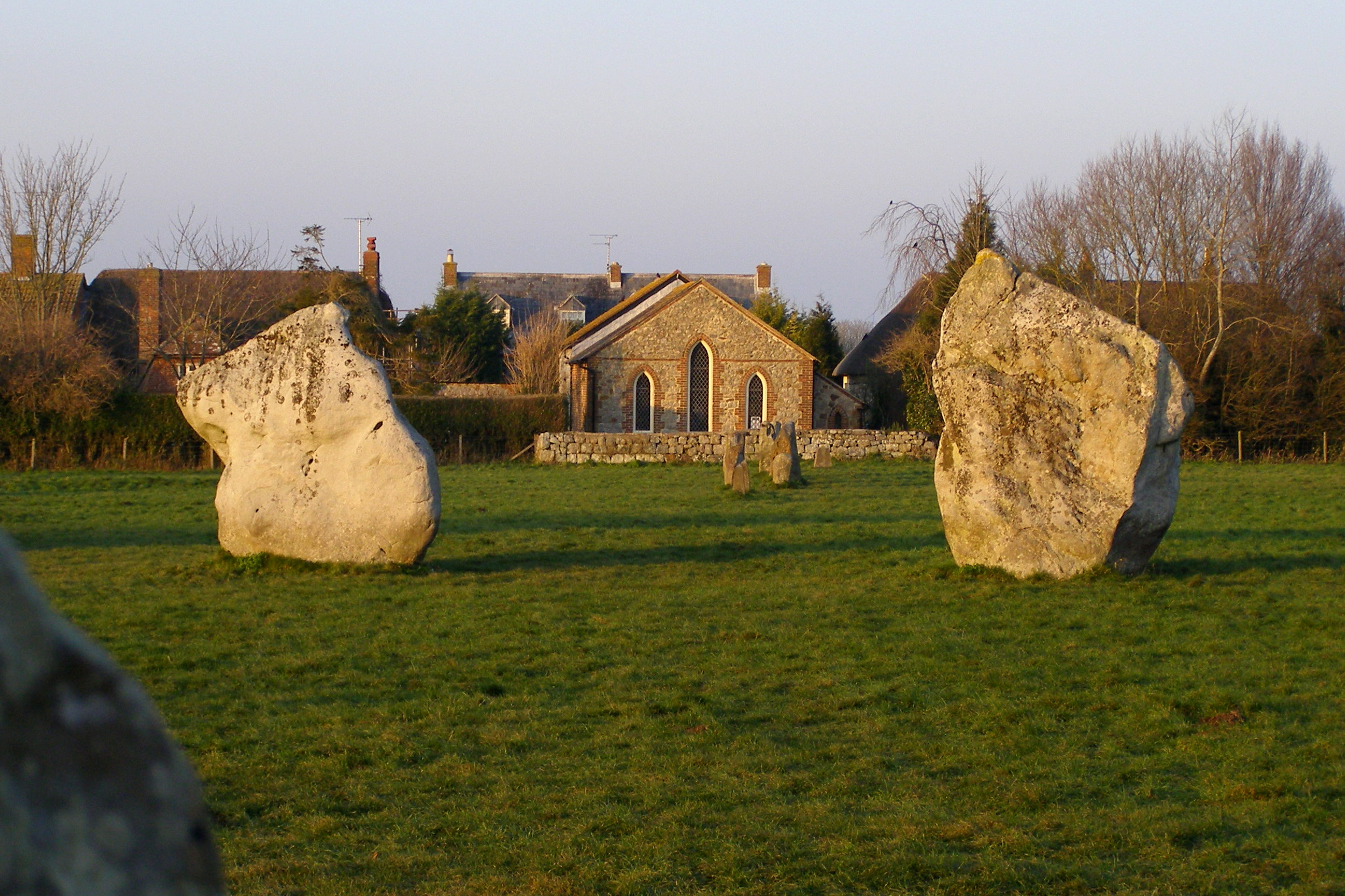
Avebury Chapel (1670), gebouwd uit brokstukken van prehistorische megalieten
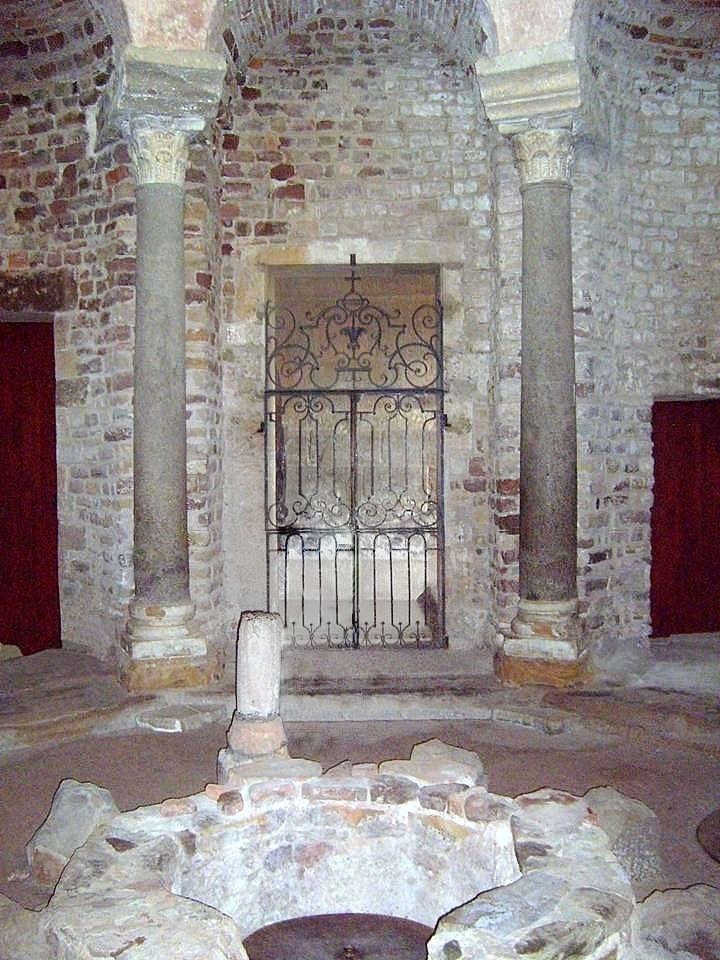
Het baptisterium van de kathedraal van Frejus
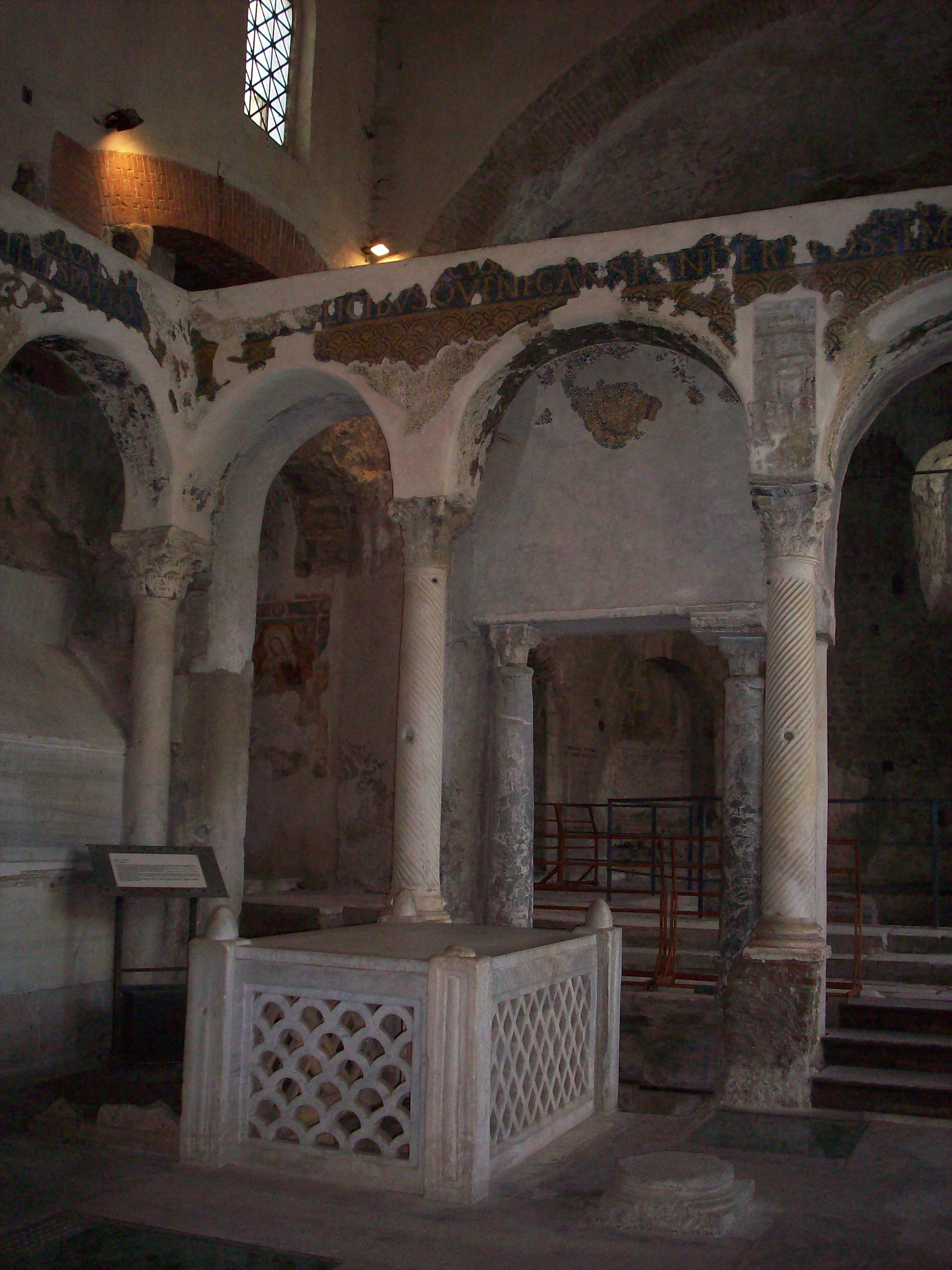
De graftombe van Felix van Nola in het Italiaanse Cimitile
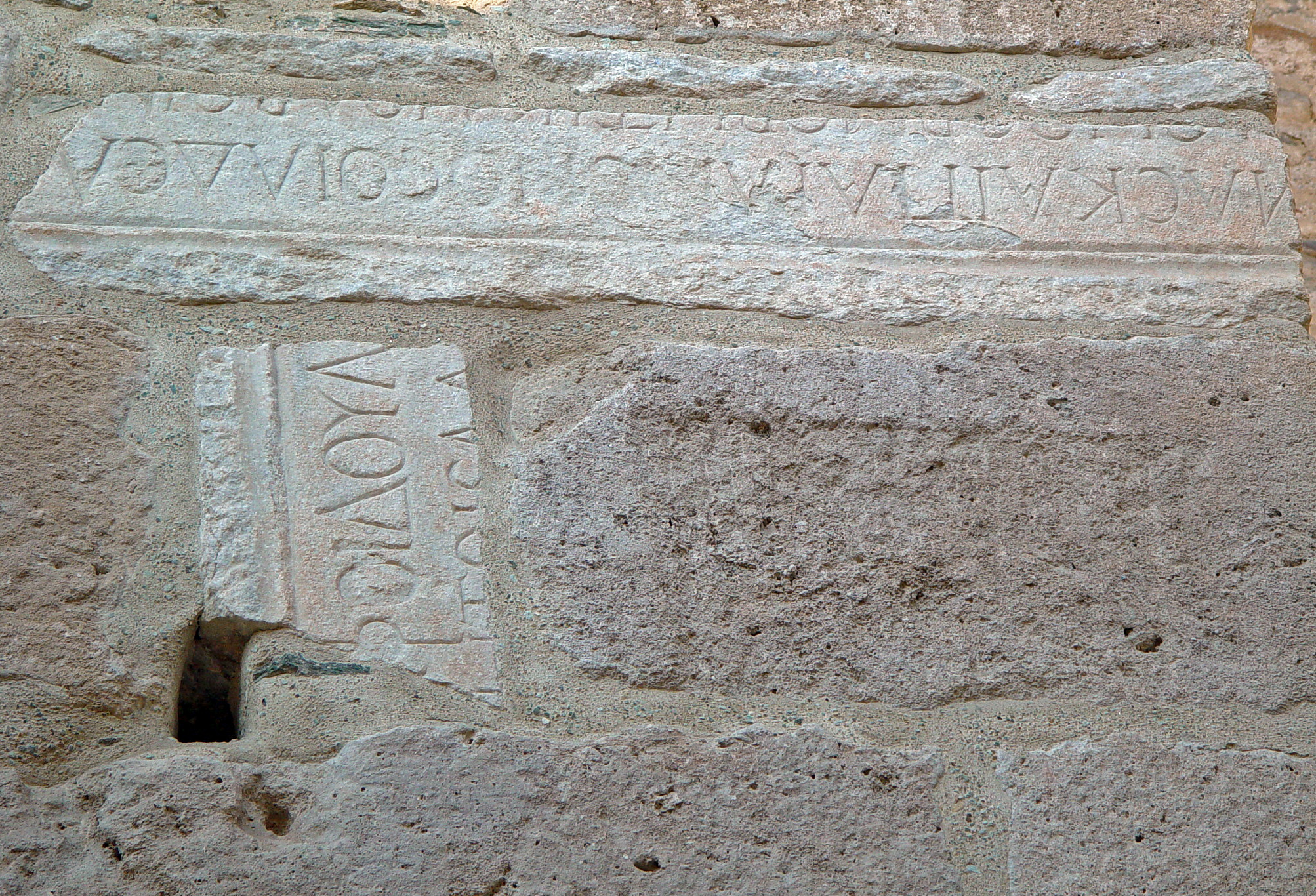
Romeinse spolia verwerkt in Ottomaanse bouwkunst (1431), Thessaloniki
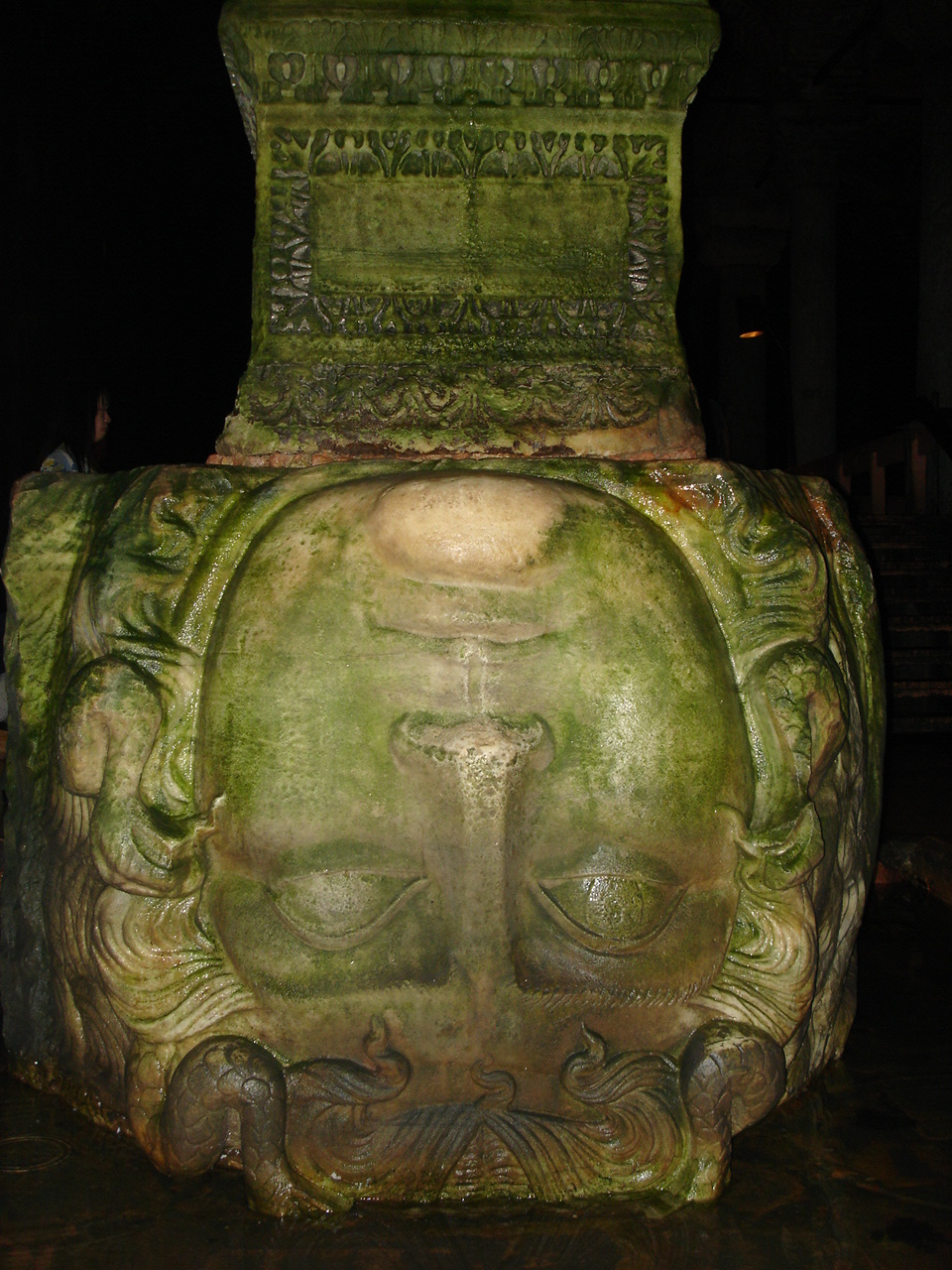
Het hoofd van Medusa in de 6e-eeuwse Basilica cisterne, Istanboel
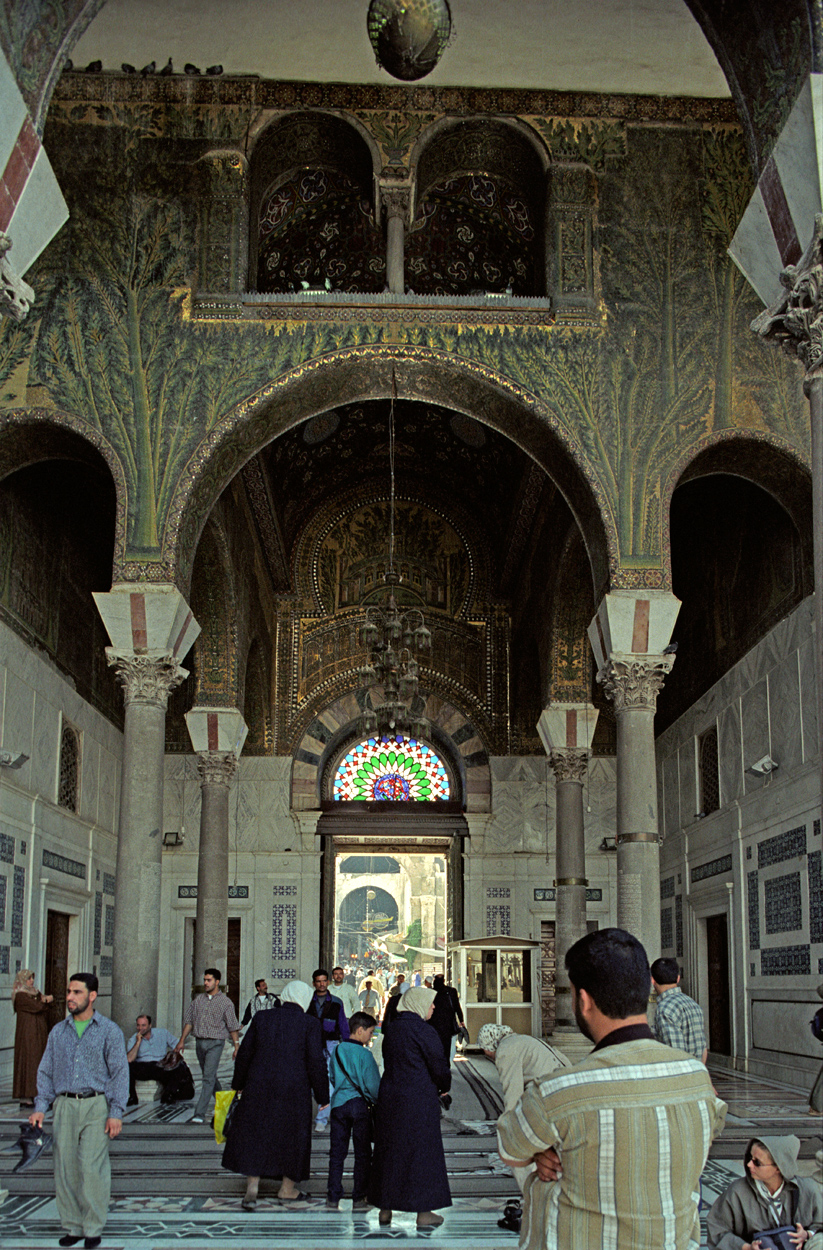
Romeinse zuilen in de Grote moskee van Damascus
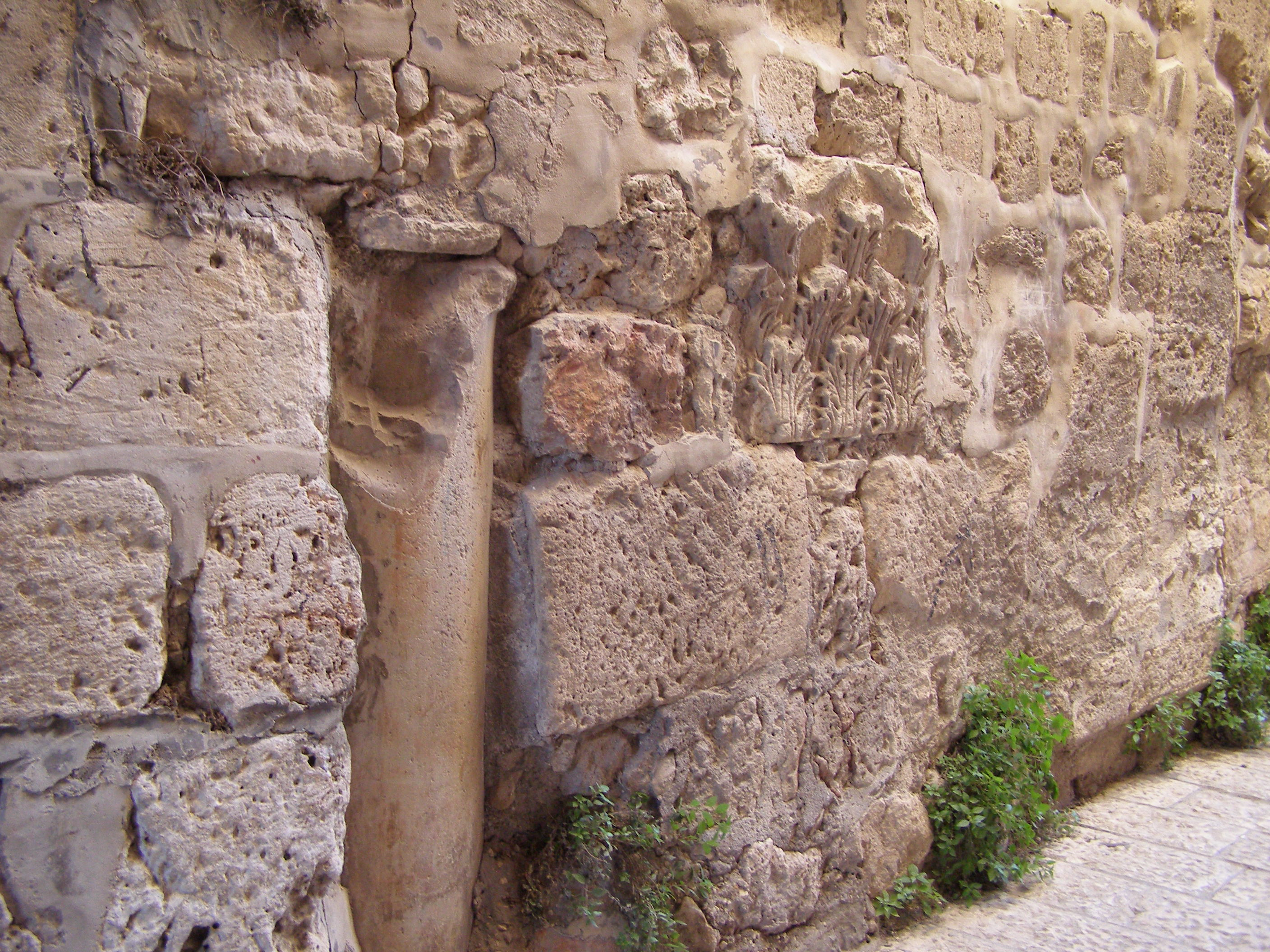
Zuil en kapiteel verwerkt in een muur in Jeruzalem